# Wilton Daniel Gregory
Wilton Daniel Gregory   (Chicago, 7 de desembre de 1947) és un prelat estatunidenc de l'Església Catòlica que és arquebisbe de Washington. El papa Francesc el va elevar al rang de cardenal el 28 de novembre de 2020. És el primer cardenal afroamericà.
Va ser arquebisbe d'Atlanta, del 2005 al 2019; bisbe de Belleville de 1994 a 2004; i bisbe auxiliar de Chicago de 1983 a 1994. Va ser el primer president negre de la Conferència dels Bisbes Catòlics dels Estats Units (USCCB) entre 2001 i 2004, quan la USCCB va emetre la "Carta per a la protecció dels nens i els joves" com a resposta. als casos d'abús sexual dels catòlics romans.

## Primers anys i educació
Wilton Daniel Gregory va néixer a Chicago, Illinois, fill d'Ethel (nascuda Duncan) i Wilton Gregory. Un dels tres fills, té dues germanes: Elaine i Claudia. Els pares de Gregory es van divorciar quan ell era bastant jove, i la seva àvia, Etta Mae Duncan, es va traslladar posteriorment amb la família a casa seva al costat sud. El 1958, es va inscriure a l'escola St. Carthage Grammar School, on va decidir convertir-se en sacerdot fins i tot abans de convertir-se al catolicisme. Va ser batejat i va rebre la primera comunió el 1959, i va ser confirmat pel bisbe Raymond P. Hillinger més tard aquell any.
Després de graduar-se a St. Carthage el 1961, va assistir al Quigley Preparatory Seminary South i al Niles College a Chicago, i al St. Mary of the Lake Seminary a Mundelein. Després de l'ordenació, va completar un doctorat en sagrada litúrgia (SLD) al Pontifici Institut Litúrgic del Pontifici Ateneu de Sant Anselm a Roma.

## Ordenació i ministeri presbiteral
Als 25 anys, va ser ordenat sacerdot pel cardenal John Cody el 9 de maig de 1973. Va fer estudis superiors a l' Ateneu Pontifici de Sant Anselm a Roma i va obtenir el títol de Doctor en Sagrada Litúrgia.
Gregory va realitzar treballs pastorals a Glenview a la parròquia de Nostra Senyora del Perpetu Socors i a Mary, Seat of Wisdom Parish a Park Ridge, Illinois Va ensenyar al seminari de Saint Mary of the Lake i va servir com a mestre de cerimònies sota els cardenals Cody i Bernardin

## Ministeri episcopal

### Bisbe auxiliar de Chicago
El 31 d'octubre de 1983 va ser nomenat bisbe auxiliar de Chicago i bisbe titular d'Oliva Gregory va rebre la seva consagració episcopal el 13 de desembre següent de mans de Bernardin, amb Alfred Abramowicz i Nevin Hayes, O.Carm., servint com a co-consagradors.

### Bisbe de Belleville
El 29 de desembre de 1993, el papa Joan Pau II va nomenar Gregori setè bisbe de Belleville; va ser instal·lat el 10 de febrer de 1994.
De 2001 a 2004, Gregory va exercir com a president de la USCCB, sent el segon afroamericà a dirigir una conferència episcopal, com a vicepresident de 1998 a 2001 i també president de diversos comitès. Durant la seva presidència, els bisbes nord-americans van emetre la "Carta per a la protecció dels nens i els joves" en resposta als casos d'abusos sexuals comesos. També és membre del consell d'administració de la Universitat Catòlica d'Amèrica. L'any 2002, en reconeixement de la seva gestió de l'escàndol d'abusos sexuals amb disculpes reiterades i la laicització dels sacerdots, va ser escollit com a Persona de la Setmana de Time.

### Arquebisbe d'Atlanta

Escut d'armes com a arquebisbe d'Atlanta

El papa Joan Pau II, en un dels seus últims nomenaments episcopals abans de la seva mort, va nomenar Gregori setè arquebisbe d'Atlanta el 9 de desembre de 2004. La seva instal·lació va tenir lloc el 17 de gener de 2005. És el tercer arquebisbe negre als Estats Units; els dos primers, Eugene A. Marino id James P. Lyke, també van ser arquebisbes d'Atlanta.
Gregory ha estat actiu a l'església defensant la prevenció de l'abús sexual infantil per part del clergat catòlic romà i els religiosos, i per implementar polítiques per protegir els fidels dels abusos sexuals. Ha estat un dels bisbes principals dels Estats Units pel que fa a aquest esforç.
Gregory va escriure una columna quinzenal per al diari catòlic romà de l'arxidiòcesi d'Atlanta, The Georgia Bulletin titulada "El que he vist i sentit". En ella, compartia regularment reflexions sobre la seva fe, treball i experiències.
Gregory es va pronunciar en contra d'una llei estatal de Geòrgia promulgada el 2014, la Safe Carry Protection Act, també coneguda com la llei "Guns Everywhere"; la llei permet als propietaris d'armes amb llicència portar armes en molts llocs públics i privats, incloses esglésies, propietats escolars, bars, discoteques, biblioteques i alguns edificis governamentals a Geòrgia. La llei va ser recolzada per la Convenció Baptista de Geòrgia, però es va oposar pels líders de l'església catòlica i episcopal. Gregory va declarar que les armes no estarien permeses a les esglésies catòliques romanes de Geòrgia, excepte per a aquells militars i personal de servei civil que han de tenir-ne. Va afirmar que portar armes a les esglésies posa en risc els individus vulnerables, com els nens, els discapacitats i la gent gran. Diu que està en contra de les ensenyances de pau de Jesús, i va escriure: "En lloc de fer que les armes estiguin més disponibles com a solució, necessitem líders del govern i de la societat que parlin en contra de la violència en tots els aspectes de la vida i que ensenyar vies de reconciliació i pau i que fan de la justícia, no de la venjança, el nostre objectiu".
El 2014, Gregory va ser criticat després que l'arxidiòcesi utilitzés 2,2 milions de dòlars d'un llegat per construir una nova residència per l'arquebisbe en propietats que havien estat donades a l'església. La residència també va ser dissenyada per servir com a sala de banquets i conferències. Al març i abril de 2014, Gregory es va disculpar amb els membres de l'arxidiòcesi d'Atlanta, dient que "no va tenir en compte l'impacte sobre les famílies de l'arxidiòcesi que, tot i que lluitaven per pagar les seves hipoteques, serveis públics, matrícula i altres factures, responen fidelment any rere any a les meves súpliques d'ajudar amb el finançament dels nostres ministeris i serveis"—i va dir que l'arxidiòcesi vendria la residència, tot i que només s'hi havia instal·lat tres mesos abans. El de novembre de 2014, l'arxidiòcesi va vendre la mansió de Buckhead per 2,6 milions de dòlars, i Gregory es va traslladar a una casa més modesta, comprada per 440.000 dòlars, a Smyrna.
En una conferència de 2017 al Boston College, Gregory va qualificar l'exhortació apostòlica del Papa Francesc de 2016 Amoris laetitia com "un document que reconeix els problemes i els reptes reals i greus als quals s'enfronten avui les famílies, però al mateix temps és una proclamació d'esperança a través de la misericòrdia i gràcia de Déu". Gregori va dir que Francesc "reta l'església i els seus pastors a anar més enllà de pensar que tot és blanc i negre, de manera que de vegades tanquem el camí de la gràcia i el creixement."
L'any 2018, un grup de catòlics va iniciar una petició instant a Gregory a retirar a Monsenyor "pro-LGBT" Henry Gracz del Santuari de la Immaculada Concepció d'Atlanta de la seva posició d'assessor espiritual de víctimes d'abús sexual per presumptament contravenir l'ensenyament de l'Església. Gregory es va negar a fer-ho, dient: "Mons. Gracz segueix l'admonició del papa Francesc d'acompanyar la gent de la perifèria de la societat. El seu cor sacerdotal no està tancat a aquells que es troben incompresos o rebutjats."

### Arquebisbe de Washington
El 4 d'abril de 2019, el papa Francesc va nomenar Gregory arquebisbe de Washington. Va ser instal·lat el 21 de maig de 2019. L'arxidiòcesi comprèn 139 parròquies al Districte de Columbia i als comtats de Maryland de Calvert, Charles, Montgomery, Prince George's i Saint Mary's.
En una entrevista l'1 d'agost de 2019, Gregory va criticar la retòrica del president Donald Trump, dient: "Em temo que els comentaris públics recents del nostre president i d'altres persones i les respostes que han generat, hagin aprofundit les divisions i disminuït la nostra vida nacional"; ha demanat "acabar" amb "la plaga creixent de l'ofensa i la falta de respecte en el discurs i les accions".
Quan Trump va visitar el santuari nacional de Sant Joan Pau II a Washington el 2 de juny de 2020 per promoure una ordre executiva sobre la llibertat religiosa, un dia després que es van utilitzar gasos lacrimògens i pilotes de goma per netejar l'àrea al voltant de l'església episcopal de Sant Joan per a una sessió fotogràfica de Trump. Gregory va condemnar la visita i va dir: "Em sembla desconcertant i censurable que qualsevol instal·lació catòlica es deixés fer un mal ús i manipulació tan flagrant d'una manera que viola els nostres principis religiosos, que ens criden a defensar els drets de totes les persones, fins i tot d'aquelles. amb qui podríem estar en desacord... Sant Joan Pau II va ser un ardent defensor dels drets i la dignitat de l'ésser humà. El seu llegat és un testimoni vívid d'aquesta veritat. Sens dubte, no acceptaria l'ús de gasos lacrimògens i altres elements dissuasius per silenciar, escampar-los. o intimidar-los per fer-se una foto davant d'un lloc de culte i pau".Posteriorment, es va informar que la Casa Blanca havia convidat Gregory a l'esdeveniment abans que s'hagués anunciat públicament, i que Gregory havia escrit que havia de "malauradament" rebutjava l'"amable invitació", citant un compromís previ.

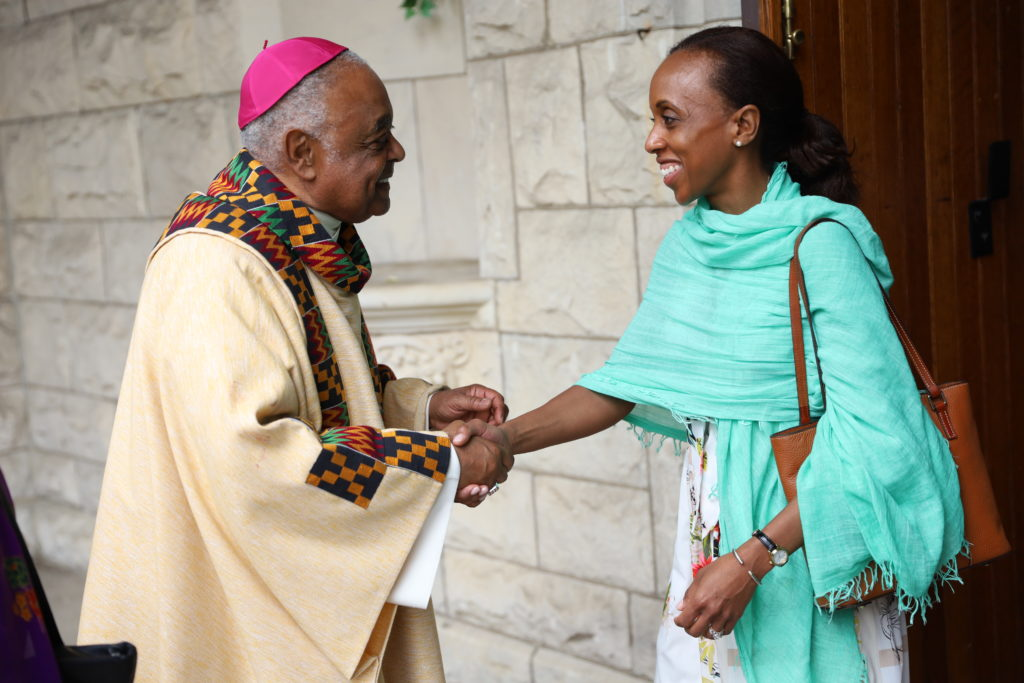
L'arquebisbe Gregory saluda els feligresos després d'una missa a l'església de Sant Agustí a Washington, DC

El 18 de setembre de 2020, el papa Francesc va nomenar Gregori com a administrador apostòlic de la diòcesi de Saint Thomas, una diòcesi sufragània de Washington.
Després de l'elecció del de novembre de 2020 de Joe Biden com a president dels Estats Units, Gregory va destacar la necessitat de "complicar-se i dialogar" amb la nova administració. Va assenyalar una "clara divergència d'opinions" sobre l'avortament, però una alineació més estreta de punts de vista sobre "el respecte a la dignitat de la nostra comunitat d'immigrants"; la fi de la pena capital" i "la recerca de la justícia racial i social." Va dir que "no es desviaria" de la pràctica establerta des de fa temps de permetre a Biden rebre la comunió. Quan se li va preguntar per què no negaria la comunió a un president electe que recolza els drets a l'avortament, va dir Gregory: "No vull anar a taula amb una pistola a la taula primer." Gregory lliuraria la invocació a la cerimònia de commemoració de les víctimes de la pandèmia de coronavirus abans de la inauguració de Biden.
Quan una persona transgènere li va preguntar si hi havia un lloc per a ells a l'Església, Gregory va respondre dient: "Vostè pertany al cor d'aquesta Església. I no hi ha res que pugueu fer, potser dir, que us arrencarà mai. des del cor d'aquesta Església. Hi ha moltes coses que se t'han dit, de tu, a l'esquena, que són doloroses i pecaminoses. I per això he esmentat les meves converses amb les Famílies Afortunades. Hem de trobar una manera parlar els uns amb els altres. I parlar els uns amb els altres, no només des d'una perspectiva, sinó parlar i escoltar-se els uns als altres. Crec que aquesta és la manera com Jesús va ministrar. Va comprometre la gent, els va portar allà on estaven, i els va convidar a aprofundir, més a prop de Déu. Així que si em pregunteu on encaixeu? Encaixes a la família."
Com els seus predecessors, com a arquebisbe de Washington, Gregory exerceix com a canceller de la Universitat Catòlica d'Amèrica.

### Elevació a cardenal
El 25 d'octubre de 2020, el papa Francesc va anunciar que elevaria Gregori al rang de cardenal al consistori el mes següent. En aquell consistori, celebrat el 28 de novembre de 2020, Francesc el va nomenar cardenal prevere, amb l'església titularde la Immacolata Concezione di Maria a Grottarossa. Gregory es va convertir en el primer cardenal negre dels Estats Units, el catòlic afroamericà de més alt rang mai. El 16 de desembre va ser nomenat membre del Dicasteri dels Laics, la Família i la Vida.